# Clostridium acetobutylicum
 Clostridium acetobutylicum  ist ein Bakterium aus der Gattung der Clostridien, das aufgrund seiner Fähigkeit, fermentativ Butanol und Aceton herzustellen, besondere biotechnologische Bedeutung hat.

## Merkmale
Clostridium acetobutylicum ist ein grampositives Bakterium. Wie andere Clostridien kann sich auch dieses mit den auf der gesamten Bakterienoberfläche peritrich angeordneten Geißeln aktiv bewegen.
Das Genom des Bakteriums (Stamm ATCC 824) wurde mit Hilfe des Shotgun Sequencing vollständig sequenziert und aufgeklärt. Es besteht aus einem zirkulären Chromosom mit 3.940.880 Basenpaaren sowie einem ebenfalls zirkulären Plasmid.

## Vorkommen
Die Bakterien leben vor allem in Böden und Sedimenten von Gewässern, können jedoch auch an vielen anderen Lebensräumen vorkommen. Sie sind zudem Bewohner des Darms (Darmflora) einer Reihe von Organismen. Wie die meisten Clostridien werden sie als ubiquitär eingestuft.

## Ökologie
C. acetobutylicum lebt obligat anaerob, benötigt also zur Bildung von Fortpflanzungszellen ein sauerstofffreies Substrat. Unter aeroben Bedingungen bildet es nach wenigen Stunden Endosporen, die mehrere Jahre als Überdauerungsstadien auch in sauerstoffreichen Substraten überleben und unter anaeroben Bedingungen wieder zu vegetativen Bakterien werden.

### Stoffwechsel
Innerhalb der Clostridien wird C. acetobutylicum ökologisch den saccharolytischen Clostridien zugeordnet, die sich durch die Fähigkeit der Vergärung von Kohlenhydraten (Zucker, Stärke, Molke) auszeichnen. Der Stoffwechselweg ist die Aceton-Butanol-Ethanol-Gärung. Hauptprodukte sind neben Butanol, Aceton und  Ethanol auch Buttersäure, Kohlenstoffdioxid und molekularer Wasserstoff (H2). Die Kohlenhydrate werden dabei zuerst in Glucose und nachfolgend durch eine Glykolyse zu Pyruvat umgewandelt. Über eine Pyruvat-Ferredoxin-Oxidoreduktase wird das Pyruvat anschließend zu Acetyl-CoA decarboxyliert, wobei über eine Hydrogenase Wasserstoff gebildet wird. Das Acetyl-CoA wird durch Reduktionsschritte zu verschiedenen Stoffwechselprodukten abgebaut, darunter Ethanol sowie nach Einsatz einer Thiolase über Acetoacetyl-CoA Aceton, Propanol, Butanol und Buttersäure (Butyrat).

## Technische Bedeutung und Geschichte
Clostridium acetobutylicum ist in der Lage, Zucker zu den Lösemitteln Aceton, 1-Butanol, Ethanol und zu den organischen Säuren Essigsäure und Buttersäure zu vergären. Aufgrund dieser Eigenschaften besteht ein großes Interesse daran, das Bakterium in der Industriellen Biotechnologie zur Produktion dieser Produkte zu nutzen.

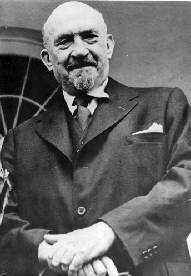
Chaim Weizmann, 25. Mai 1948

Das erste Mal wurde die biotechnologische Bedeutung von dem Chemiker Charles Weizmann beschrieben und patentiert. Weizmann wurde nach der Gründung des Staates Israel unter seinem neuen Namen Chaim Weizmann dessen erster Staatspräsident.
Das Bakterium wurde bis Mitte des 20. Jahrhunderts zur biotischen Produktion der genannten organischen Lösemittel im industriellen Maßstab genutzt, danach wurde die Produktion durch die wirtschaftlichere petrochemische Synthese aus der Propen-Fraktion des Erdöls abgelöst.
Aufgrund abnehmender Erdölreserven und damit verbundener stark schwankender Erdölpreise mit Höhepunkten zur Ölkrise 1973 sowie 2007/2008 wird seit einigen Jahren die fermentative Herstellung vor allem von Butanol (Biobutanol als Biokraftstoff) erneut diskutiert und von einigen Unternehmen auch umgesetzt. Neben Agrarrohstoffen (Zucker, Stärke) wird dabei zunehmend auch die Nutzung von Synthesegas für eine Synthesegas-Fermentation wissenschaftlich erforscht. Im Fokus steht dabei die Verbindung der Stoffwechseleigenschaften von C.  acetobutylicum mit der Nutzbarkeit von Kohlendioxid und Kohlenmonoxid als Kohlenstoffquelle. Diese Stoffwechseleigenschaften, wie sie bei einigen anderen Clostridien vorhanden sind (acetogene Bakterien), werden über Metabolic Engineering genutzt.